# Tsushima (Aichi)
Tsushima (津島市 Tsushima-shi?) es una ciudad situada en la  Prefectura de Aichi en la región de Chūbu, Japón.
Según datos de 1 de marzo de 2004, la ciudad tiene una población estimada de 66.712 habitantes y una densidad de población de 2.660 personas por km². El área total es de 25.08 km².
La población fue fundada en 1 de marzo de 1947. Hacia finales de julio, Tsushima alberga el Tenno Matsuri (天王祭り), un festival con más de doscientos años de antigüedad y con una duración de dos días. El punto culminante del mismo se produce durante la "fiesta de la tarde", en la que doce botes, cada uno decorado con cerca de 400 linternas de papel, navegan por el río Tenno.
El escritor internacional Yone Noguchi nació en Tsushima.

## Ciudades hermanas
- Hercules, Estados Unidos